# 大迈沙伊德
大迈沙伊德是德国莱茵兰-普法尔茨州的一个市镇。总面积15.52平方公里，总人口2358人，其中男性1165人，女性1193人（2011年12月31日），人口密度152人/平方公里。